# Talugtug
Talugtug (Bayan ng Talugtug - Municipality of Talugtug) es un municipio filipino de cuarta  categoría, situado en la parte central de la isla de Luzón. Forma parte del Primer Distrito Electoral de la provincia de Nueva Écija situada en la Región Administrativa de Luzón Central, también denominada Región III.

## Geografía

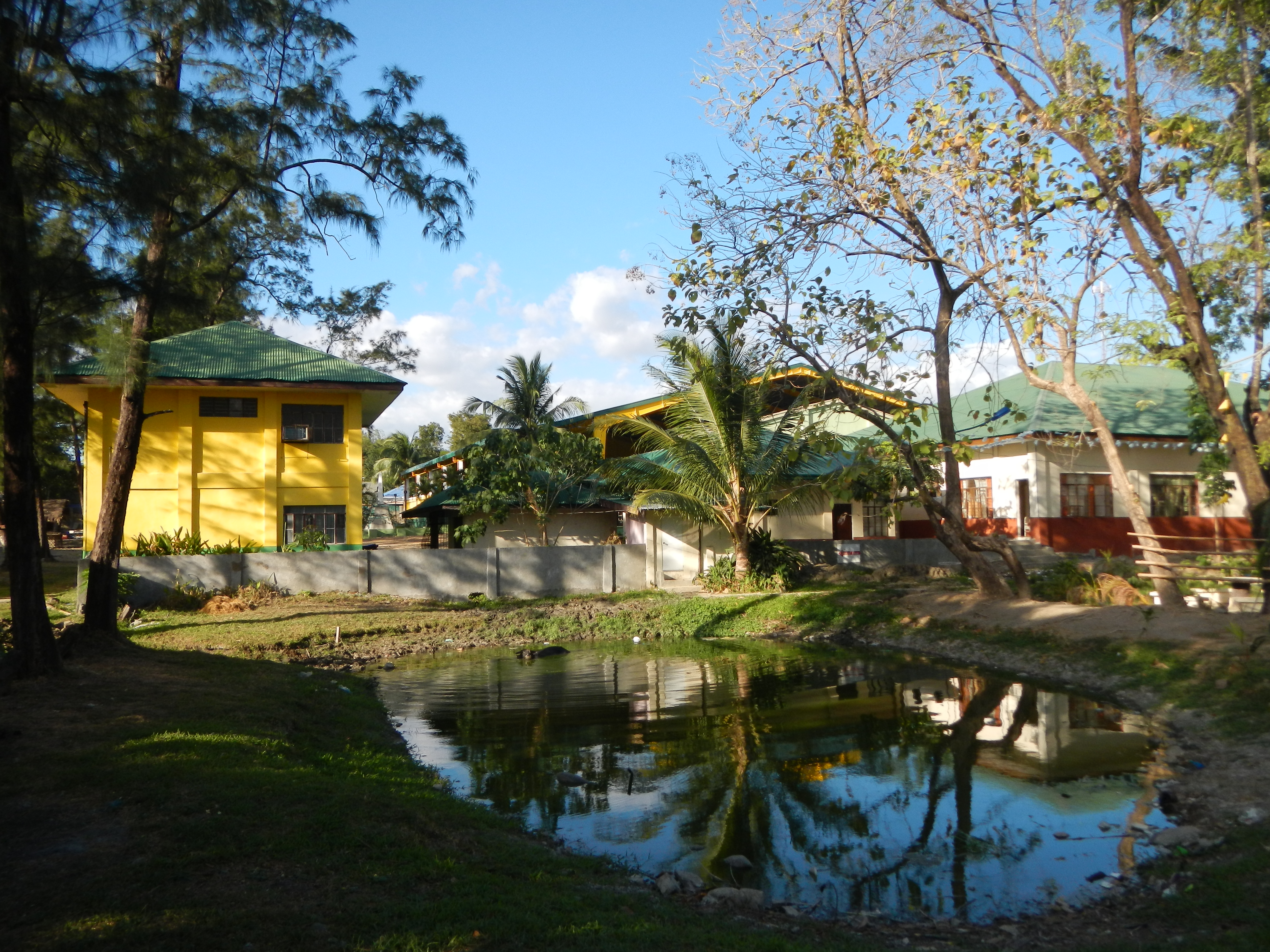

Municipio situado al noroeste de la provincia, fronterizo con Pangasinán. Dista  71 de la ciudad de Palayán, capital provincial; 169 de Manila; y solamente 29 de San José de Casignan.
Linda al norte con la provincia de Pangasinán, municipio de Umingán; al sur con el municipio de San Juan de Guimba; al este con la ciudad de Muñoz; y al oeste con el municipio de Cuyapo.

### Barangays
El municipio  de Talugtug  se divide, a los efectos administrativos, en 24  barangayes o barrios, conforme a la siguiente relación:
| - Alula - Baybayabás - Buted - Cabiangán - Calisitán - Cinense | - Culiat - Maasin - Magsaysay (Población) - Mayamot I - Mayamot II - Nangabulan - Osmeña (Población) | - Villa Fronda - Patola - Quezón (Población) - Quirino (Población) - Roxas (Población) - Saguing - Sampaloc | - Santa Catalina - Santo Domingo - Saringaya - Saverona - Tandoc - Tibag - Villa Rosario - Villa Boado |  |

## Patrimonio

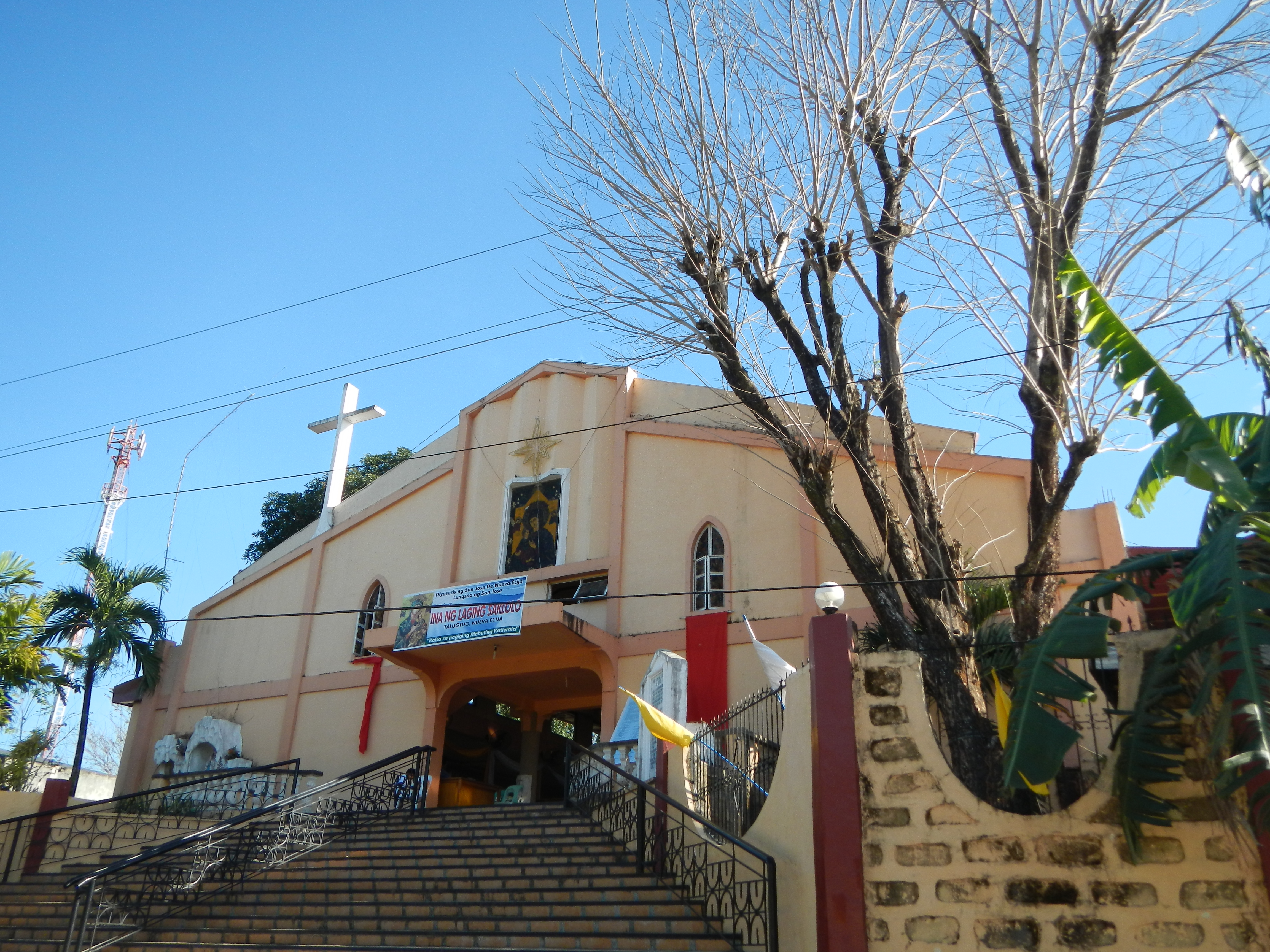
Iglesia de Nuestra Señora del Perpetuo Socorro.

- Iglesia parroquial católica bajo la advocación de Nuestra Señora del Perpetuo Socorro, la parroquia data del año 1952.

Forma parte de la Diócesis de San José en las Islas Filipinas en la provincia Eclesiástica de Lingayén-Dagupán.